# Mathieu Wojciechowski
Mathieu Nicolas Wojciechowski (ur. 2 października 1992 w Calais) – polski koszykarz urodzony we Francji, występuje na pozycji silnego skrzydłowego, obecnie zawodnik ESSM Le Portel Cote d'Opale.
Jego rodzice będący koszykarzami wyjechali do Francji by grać. Mathieu (lub po polsku Maciej) wychowywał się w polskim domu. Z reprezentacją Polski do lat 20 w 2012 uczestniczył w mistrzostwach Europy dywizji B. W 2017 zadebiutował w seniorskiej reprezentacji Polski.
17 sierpnia 2018 dołączył do MKS-u Dąbrowy Górniczej.
10 lipca 2019 został zawodnikiem Śląska Wrocław.
22 czerwca 2020 zawarł po raz kolejny w karierze umowę z francuskim ESSM Le Portel Cote d'Opale.

## Osiągnięcia
Stan na 17 lipca 2020, na podstawie, o ile nie zaznaczono inaczej.
Drużynowe
- Zdobywca Pucharu Liderów Francji (2013)
- 4. miejsce podczas rozgrywek EuroChallenge (2013)
- Finalista pucharu:
  - Francji (2015)
  - Liderów Francji (2012)

Indywidualne
- MVP:
  - miesiąca EBL (styczeń 2019)[8]
  - kolejki EBL (8, 18 - 2018/2019)[9][10]
- Najlepszy Polski Debiutant EBL (2019)[11]
- Najbardziej energetyczny zawodnik Energa Basket Ligi (2019)[12]
- Największy postęp II ligi francuskiej (2015)
- Zaliczony do II składu EBL (2019 – przez dziennikarzy)[13]
- Uczestnik konkursu wsadów EBL w ramach pucharu Polski (2019[14], 2020[15])

Reprezentacja
- Uczestnik mistrzostw Europy U–20 dywizji B (2012 – 5. miejsce)